# Hypericum kinashianum
Hypericum kinashianum är en johannesörtsväxtart som beskrevs av Gen-Iti Koidzumi. Hypericum kinashianum ingår i släktet johannesörter, och familjen johannesörtsväxter. Inga underarter finns listade i Catalogue of Life.